# Creu de terme de Vilonès
La Creu de terme de Vilonès  és un monument que forma part de l'Inventari del Patrimoni Arquitectònic Català de la vila de Cardona (Bages).
La podem trobar al barri de Bergús, deixant la Carretera de Cardona al Miracle, a la cruïlla de camins de Llordella i Vilonès.

## Descripció
És una creu de terme de pedra, d'una sola peça amb la inscripció gravada INRI. La creu reposa damunt una base circular, un sol bloc també de pedra. Porta una data inscrita: 1888.

## Notícies històriques
Aquesta creu està en relació amb l'antic camí de Calaf que passava prop les masies del Mujal i la Llordella.